# Robert Pilger (botaniker)
Robert Knud Friedrich Pilger, född 3 juli 1876 i Helgoland, död 9 januari 1953 i Berlin, var en tysk botaniker. Han var direktor för Botanischer Garten Berlin.
Auktorsnamnet Pilg. kan användas för Robert Pilger (botaniker) i samband med ett vetenskapligt namn inom botaniken; se Wikipediaartiklar som länkar till auktorsnamnet.